# 昂揚
| ウィキペディアには「昂揚」という見出しの百科事典記事はありません（タイトルに「昂揚」を含むページの一覧/「昂揚」で始まるページの一覧）。 代わりにウィクショナリーのページ「昂揚」が役に立つかもしれません。 |